# Битка код Квито Кванавалеа
Битка код Квито Кванавалеа одиграла се од 14. августа 1987. до 23. марта 1988. јужно и источно од града Квито Кванавале, Ангола, а водиле су ју Народне оружане снаге за ослобођење Анголе (ФАПЛА) и саветници и војници из Кубе, СССР-а, Вијетнама, АНК и СВАПО против Јужноафричке Републике, и војника Националне уније за потпуну независност Анголе (УНИТА) током Грађанског рата у Анголи и Јужноафричког граничног рата. Битка је била највећи сукоб током грађанског рата у Анголи и највећа конвенционална битка на афричком континенту од Другог светског рата. УНИТА и њени јужноафрички савезници поразили су велику офанзиву ФАПЛА-е према Мавинги, сачувавши контролу над јужном Анголом. Потом су покренули неуспелу контраофанзиву на одбрамбене положаје ФАПЛА око реке Тумпо источно од Квито Кванавалеа.
После бројних неуспешних покушаја да заузму насеља 1986. године, осам бригада ФАПЛА окупило се за последњу офанзиву — Операцију Салудандо Октубре – у августу 1987. уз велику подршку једног од најближих војних савезника Анголе, Совјетског Савеза. Офанзива ФАПЛА-е имала је облик двостраног, вишедивизијског покрета према југу према Мавинги, главном упоришту УНИТА и логистичком центру. Када је Мавинга била у њеним рукама, ФАПЛА је намеравала да протера преостале побуњенике из провинције Моксико и отвори пут за коначни напад на штаб УНИТА у Џамби. Совјетски Савез је испоручио ФАПЛА-и нову војну опрему у вредности од преко милијарду долара за потребе ове офанзиве, а између 4 и 9 совјетских саветника било је придружено свакој јединици ФАПЛА на нивоу бригаде.
Јужноафричка Република, која је делила заједничку границу са Анголом преко спорне територије Југозападне Африке (Намибија), тада је била решена да спречи ФАПЛА да преузме контролу над Мавингом и дозволи борцима Народноослободилачке војске Намибије (ПЛАН) да дејствује у региону. Салудандо Октубре је подстакао Јужноафричке одбрамбене снаге (САДФ) да подрже одбрану Мавинге и покрену операцију Модулер са циљем да се заустави напредовање ФАПЛА-е. После недеља прелиминарних окршаја, две армије су се среле на реци Ломба 6. септембра. Током септембра и октобра, САДФ је одбио неколико покушаја ФАПЛА да пређе Ломбу и уништио већину виталне опреме за премошћивање ове последње. Поновљени контранапади САДФ-ове 61. механизоване батаљонске групе су резултовали уништењем 47. бригаде ФАПЛА-е и губитком њених преосталих мостобрана, а остатак јединица ФАПЛА-е је одгурнут назад према Квито Кванавалеу.
Током друге фазе кампање, САДФ и УНИТА су направили неколико неуспешних покушаја да опколе и униште преживеле снаге ФАПЛА пре него што су успеле да успоставе нове одбрамбене положаје источно од Кбито Кбанавале,а иницијатива позната као операција Хупер. Међутим, ФАПЛА је успела да концентрише своје снаге унутар скученог периметра између река Кбито, Тумпо и Дала познатог као „Тумпо троугао“. Овде су биле заштићене тереном и великим минским пољима. Такође су били појачани бројним кубанским оклопним и моторизованим јединицама, које су постале директније посвећене борбама по први пут од почетка кубанске војне интервенције у Анголи 1975. године. САДФ и УНИТА су покренули шест тешких напада на Тумпо троугао под окриљем операције Пакер. Одбрамбене ФАПЛА и кубанске трупе држале су своје линије у Тумпо троуглу. САДФ и УНИТА су се повукли у марту 1988, након постављања низа минских поља југоисточно од Квито Кванавалеа да би одвратили од обновљене офанзиве ФАПЛА-е.
Обе стране су тврдиле да су победиле. Кубански и ФАПЛА браниоци су протумачили кампању САДФ-а на троуглу Тумпо као део већег напора да се заузме сам град Кбито Кбанавале и представили су свој став као успешну одбрамбену акцију. САДФ је тврдио да је успео у својим основним циљевима заустављања офанзиве ФАПЛА током кампање на реци Ломба без потребе да се заузме Кбито Кбанавале, што би довело до неприхватљивих губитака за њене експедиционе снаге.
Данас неки приписују заслуге за битку код Кбито Кбанавалеа за почетак прве рунде трилатералних преговора, уз посредовање Сједињених Држава, што је обезбедило повлачење Кубанаца и јужноафричких трупа из Анголе и Намибије до 1991. године.